# أكسيد المنغنيز السباعي
أكسيد المنغنيز السباعي هو مركب كيميائي صيغته Mn2O7، وهو أحد أكاسيد عنصر المنغنيز، والذي يكون فيه بحالة الأكسدة +7. يوجد هذا المركب في الشروط القياسية على هيئة سائل أحمر داكن.

## التحضير
يحضر هذا المركب من تفاعل حمض الكبريتيك مع بيرمنغنات البوتاسيوم:
{\displaystyle \mathrm {2\ KMnO_{4}+2\ H_{2}SO_{4}\longrightarrow Mn_{2}O_{7}+H_{2}O+2\ KHSO_{4}} }

## الخواص
يعد أكسيد المنغنيز السباعي أكسيداً حمضياً وهو أنهيدريد (بلاماء) حمض البيرمنغنيك. يوجد هذا المركب في الشروط القياسية على هيئة سائل أحمر، وهو مؤكسد قوي.

## المخاطر
إن أكسيد المنغنيز السباعي مركب خطر، إذ يؤدي تسخينه إلى تفجره وانطلاق غاز الأكسجين، وقد يرافق ذلك أحياناً انطلاق غاز الأوزون.
{\displaystyle \mathrm {2\ Mn_{2}O_{7}\longrightarrow 4\ MnO_{2}+3\ O_{2}} }